# Clemens Klockner
Clemens Klockner (* 1. Januar 1944 in Oberwesel; † 31. Juli 2021) war ein deutscher Professor für Gesellschaftswissenschaften und von 1985 bis Dezember 2008 Präsident der Fachhochschule Wiesbaden. Er war seit 1998 Vizepräsident und Sprecher der Fachhochschulen innerhalb der Hochschulrektorenkonferenz (HRK) und von Februar 2001 bis Januar 2007 Mitglied im Wissenschaftsrat.
Clemens Klockner gehörte zum Herausgeberkollektiv der Zeitschrift Das Hochschulwesen.
Er starb Ende Juli 2021 im Alter von 77 Jahren.

## Ehrungen und Auszeichnungen
- 2003 Ehrendoktorwürde der Lucian-Blaga-Universität
- 2006 Ehrendoktorwürde der Westuniversität Vasile-Goldiș Arad
- 2008 Verdienstorden der Bundesrepublik Deutschland (Verdienstkreuz 1. Klasse)
- 2012 Ehrensenator der Hochschule RheinMain
- Verdienstorden des Freistaats Thüringen
- Professor Müller-Thurgau-Preis

## Schriften
- Die Gründerzeit ist schon Geschichte: Eine exemplarische Betrachtung der Vorgeschichte und der Anfangsjahre der Fachhochschule Wiesbaden, Hochschule RheinMain 2012, ISBN 978-3-923068-53-1.